# Communes du canton de Nidwald

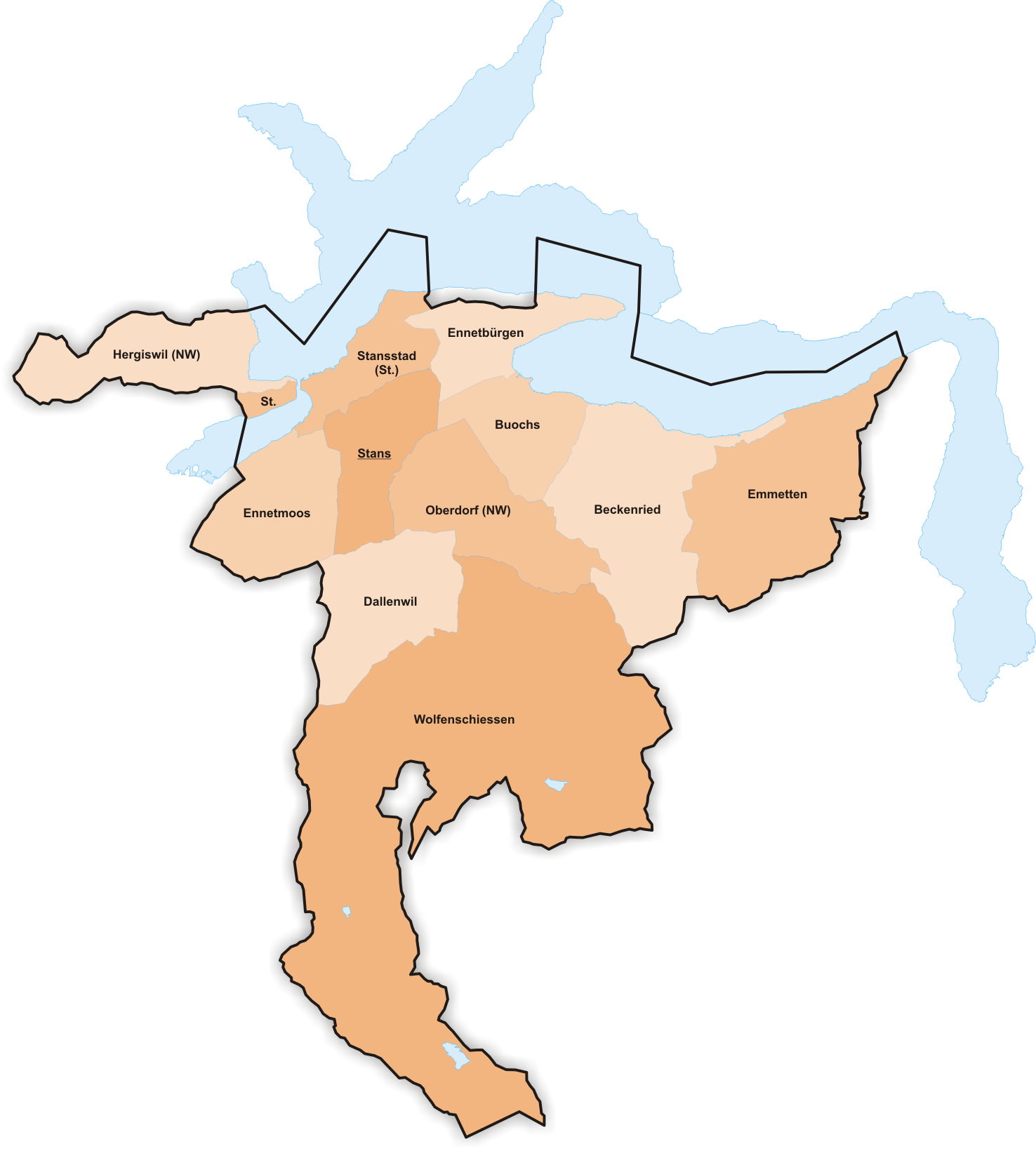
Carte du canton de Nidwald présentant sa division en communes en 2011.

Cet article présente une liste des communes du canton de Nidwald.

## Liste
En 2008, le canton de Nidwald compte 11 communes ; contrairement à d'autres cantons, ces communes ne font partie d'aucun district. Le canton s'étend également sur une partie du lac des Quatre-Cantons, sans que cette zone ne fasse partie d'aucune commune ; La superficie cantonale incluant cette part de lac, celle-ci est comprise dans la liste ci-dessous.
| Nom                              | N° OFS | Population (décembre 2022) | Superficie (km2) | Densité (hab./km2) |
| -------------------------------- | ------ | -------------------------- | ---------------- | ------------------ |
| Beckenried                       | 1501   | +003 749,                  | +0024,22         | 155                |
| Buochs                           | 1502   | +005 483,                  | +0009,95         | 551                |
| Dallenwil                        | 1503   | +001 847,                  | +0015,47         | 119                |
| Emmetten                         | 1504   | +001 624,                  | +0024,93         | 65                 |
| Ennetbürgen                      | 1505   | +005 206,                  | +0009,33         | 558                |
| Ennetmoos                        | 1506   | +002 322,                  | +0014,07         | 165                |
| Hergiswil                        | 1507   | +006 022,                  | +0014,31         | 421                |
| Oberdorf                         | 1508   | +003 093,                  | +0016,25         | 190                |
| Stans                            | 1509   | +008 119,                  | +0011,09         | 732                |
| Stansstad                        | 1510   | +004 850,                  | +0009,11         | 532                |
| Wolfenschiessen                  | 1511   | +002 105,                  | +0092,77         | 23                 |
| Partie du lac des Quatre-Cantons | 9184   | +00 0000,                  | +0034,4          | 0                  |
| Total                            | Total  | +044 420,                  | +0275,9          | 161                |